# Episodi di Baywatch Nights (seconda stagione)
La seconda stagione della serie televisiva Baywatch Nights, composta da 22 episodi, è stata trasmessa sulla syndication dal 28 settembre 1996 al 17 maggio 1997. In Italia è stata trasmessa su Italia 1 nel 1998.
| nº | Titolo originale          | Titolo italiano            | Prima TV USA      | Prima TV Italia |
| -- | ------------------------- | -------------------------- | ----------------- | --------------- |
| 1  | Terror in the Deep        | Terrore negli abissi       | 28 settembre 1996 | 1998            |
| 2  | The Creature              | La creatura                | 5 ottobre 1996    | 1998            |
| 3  | The Rig                   | Fame di proteine           | 12 ottobre 1996   | 1998            |
| 4  | The Strike                | Telepatie                  | 19 ottobre 1996   | 1998            |
| 5  | Circle of Fear            | Il cerchio infernale       | 26 ottobre 1996   | 1998            |
| 6  | The Cabin                 | La casa stregata           | 2 novembre 1996   | 1998            |
| 7  | Curse of the Mirrored Box | Il sacrificio umano        | 9 novembre 1996   | 1998            |
| 8  | Last Breath               | Ultimo respiro             | 16 novembre 1996  | 1998            |
| 8  | Night Whispers            | Sussurri notturni          | 23 novembre 1996  | 1998            |
| 9  | Space Spore               | Spore dallo spazio         | 19 gennaio 1997   | 1998            |
| 10 | The Mobius                | In un'altra dimensione     | 25 gennaio 1997   | 1998            |
| 11 | Possessed                 | Posseduti                  | 1º febbraio 1997  | 1998            |
| 12 | Frozen Out of Time        | Fuori dal tempo            | 8 febbraio 1997   | 1998            |
| 13 | Nights to Dragon One      | Dentro al videogioco       | 15 febbraio 1997  | 1998            |
| 14 | Ascension                 | L'incontro segreto         | 22 febbraio 1997  | 1998            |
| 15 | Zargtha                   | Macabri ululati            | 5 aprile 1997     | 1998            |
| 16 | The Servant               | La maledizione del Faraone | 12 aprile 1997    | 1998            |
| 17 | Symbol of Death           | Simboli di morte           | 19 aprile 1997    | 1998            |
| 18 | The Eighth Seal           | L'ottavo sigillo           | 26 aprile 1997    | 1998            |
| 19 | Hot Winds                 | Venti caldi                | 3 maggio 1997     | 1998            |
| 20 | The Vortex                | Il vortice                 | 10 maggio 1997    | 1998            |
| 21 | A Thousand Words          | Il ritratto                | 17 maggio 1997    | 1998            |

## Terrore negli abissi
- Titolo originale: Terror of the Deep
- Diretto da: Gregory Bonann
- Scritto da: Maurice Hurley, Donald Boyle, Carey Hayes e Chad Hayes
- Interpreti: David Hasselhoff (Mitch Buchannon), Angie Harmon (Ryan McBride), Eddie Cibrian (Griff Walker), Donna D'Errico (Donna Marco), Dorian Gregory (Diamont Teague), Jennifer Tung (una donna), Tranquil Lisa Collins (Julie), JD Hall (voce del mostro), Bryan Matsuura (ragazzo asiatico), Jenny Inge (guardaspiaggia Jenny),

### Trama
Mitch e Griff indagano su una nave da carico affondata, dopodiché combattono per la propria vita contro la forza sconosciuta, e si rendono conto che la nave da carico potrebbe essere stata affondata da un mostro marino della Nuova Guinea.

## La creatura
- Titolo originale: The Creature
- Diretto da: David Hagar
- Scritto da: Donald Boyle, Greg Strangis e Robert McCullough
- Interpreti: David Hasselhoff (Mitch Buchannon), Angie Harmon (Ryan McBride), Eddie Cibrian (Griff Walker), Donna D'Errico (Donna Marco), Dorian Gregory (Diamont Teague), Shelli Lether (Silver Eyes), Brian Heidik (Jack Howell), Brant Von Hoffman (Marley), Christopher Michael (Johnny Taylor), Vaughn Armstrong (Fred Briggs), Mark Wilson (Tenente Suarez), Don Brunner (Louis), Deron McBee (culturista), David Kesmodel (Buddy), Curtis Taylor (Tenente Redick), Erik Fallin (Agente di Hague), Jenny Inge (guardaspiaggia Jenny)

### Trama
Mitch, Griff e Ryan indagano su una serie di omicidi commessi da una donna mutante detta "Silver Eyes" che sta cercando uomo per procreare.

## Fame di proteine
- Titolo originale: The Rig
- Diretto da: Jon Cassar
- Scritto da: Paul Edwards, Carey Hayes e Chad Hayes
- Interpreti: David Hasselhoff (Mitch Buchannon), Angie Harmon (Ryan McBride), Eddie Cibrian (Griff Walker), Donna D'Errico (Donna Marco), Dorian Gregory (Diamont Teague), Jennifer Campbell (Claire), Judi Durand (voce del computer), Lance Gilbert (Davis), Jenny Inge (guardaspiaggia Jenny), Melissa Reigel (Melanie)

### Trama
Mitch e Ryan vanno nell'oceano fino a una piattaforma petrolifera, abbandonata dopo un misterioso incidente. Qui trovano uno yacht con a bordo una ragazza terrorizzata che dice che il capitano è stato trascinato via da una sostanza gelatinosa di color verde.

## Telepatie
- Titolo originale: The Strike
- Diretto da: David Hagar
- Scritto da: Michael Sloan
- Interpreti: David Hasselhoff (Mitch Buchannon), Angie Harmon (Ryan McBride), Eddie Cibrian (Griff Walker), Donna D'Errico (Donna Marco), Dorian Gregory (Diamont Teague), Kristopher Logan (Shepard), Sean Blodgett (Jake), Alan Shaw (Porter), Paige Moss (infermiera), Melissa MacFarlan (Beatrice), Jenny Inge (guardaspiaggia Jenny)

### Trama
Durante una normale giornata di lavoro a Baywatch, Mitch mette in salvo un giovane di nome Jake. Ben presto si scopre che Jake è coinvolto nell'incidente di Roswell di fine anni '40.